# N-Ethyl-N-nitrosoharnstoff
N-Ethyl-N-nitrosoharnstoff, oft auch als Ethylnitrosoharnstoff bezeichnet und meist als ENU (= ethyl nitroso urea) abgekürzt, ist eine Verbindung aus der Gruppe der Nitrosoharnstoffe. Es ist ein starkes Karzinogen und hochpotentes Mutagen.

## Eigenschaften
ENU ist eine hochreaktive Verbindung, die gegenüber Feuchtigkeit und Licht empfindlich ist. Die Lagerung wird üblicherweise bei Temperaturen unterhalb von −10 °C vorgenommen. Die Verbindung ist zu etwa 1,3 % in Wasser löslich. Der Oktanol-Wasser-Verteilungskoeffizient (log KOW) beträgt 0,23.
Die Stabilität wässriger Lösungen ist vom pH-Wert abhängig. Bei Raumtemperatur und pH 4,0 beträgt die Halbwertszeit in Wasser 190 Stunden. Bei pH 6,0 nur noch 31 Stunden, bei pH 7,0 1,5 Stunden, bei pH 8,0 sechs Minuten und bei pH 9,0 drei Minuten. In alkalischen Lösungen zersetzt sich ENU zu Diazoethan.
Bei der thermischen Zersetzung entstehen Stickoxide.
Ethylnitrosoharnstoff gehört zu den Alkylantien und kann seine Ethylgruppe auf Nukleinbasen – meist Thymin – der DNA im Zellkern übertragen. Diese Eigenschaft macht die Verbindung zum einen zu einem starken Karzinogen.
Im Tierversuch erzeugt ENU, je nach Art der Applikation und Lokalisation, Tumoren in den verschiedensten Organen. So führt beispielsweise die subkutane Injektion bei Ratten zu Leberzellkarzinomen, Adenokarzinomen in der Lunge, Lymphomen und Tumoren des peripheren Nervensystems, des Rückenmarks und des Gehirns. Die orale Gabe führt vor allem zu Tumoren des Nervensystems. Intraperitoneal Injektionen induzieren unter anderem maligne Tumoren in Leber, Nieren, Eierstöcken, Lunge und Magen. Intravenös entstehen Leukämien, Gliome, sowie Tumoren der Gebärmutter und Vagina.
ENU alkyliert auch das Spermatogonium, die Stammzellpopulation im Keimepithel der Hoden.

## Verwendung
Für Ethylnitrosoharnstoff gibt es aufgrund der Instabilität und der hohen Toxizität keine technische Verwendung. Es wird im Labormaßstab in kleinen Mengen hergestellt. Die Erstsynthese erfolgte 1919.
In der biochemischen Forschung wird ENU seit Beginn der 1970er Jahre zur Induktion von Mutationen verwendet. In dieser Anwendung wird es auch als „Supermutagen“ bezeichnet. Die Übertragung der Ethylgruppe auf die Nukleinbasen ist irreversibel. Diese Alkylierung kann zu Fehlpaarungen im komplementären Strang der DNA während der Replikation führen. Die Fehlpaarungen bewirken im Wesentlichen Punktmutationen (Adenin→Thymin). Durch das Spermatogonium können die Punktmutationen in die Keimbahn gebracht werden (Keimbahnmutation).
Die Mutationsrate liegt bei etwa 1 pro 1000 Basenpaaren.